# Action paulienne
Ne doit pas être confondu avec Action oblique.
L'action paulienne est une action engagée par un créancier contre un débiteur qui a fait un acte en fraude de ses droits, par exemple lorsqu'il a organisé son insolvabilité ou lorsqu'il a réduit la valeur de son patrimoine, dans le but de rendre vain l'exercice de toute voie d'exécution.
L'action est dite « paulienne » car elle tirerait ses origines du juriste romain Paul.

## Droit par système juridique

### Droit français
En droit français, l'action paulienne est fondée sur l'article 1341-2 du code civil français (ancien article 1167 modifié par l'ordonnance du 10 février 2016). C'est une voie de droit qui permet à un créancier d'attaquer un acte fait par son débiteur ayant agi en fraude des droits du créancier.

### Droit québécois (Canada)
En droit québécois, les dispositions pertinentes qui régissent l'action paulienne (dite action en inopposabilité) sont les articles 1631 à 1636 du Code civil du Québec.